# Low Level Virtual Machine
Low Level Virtual Machine (LLVM) — універсальна система аналізу, трансформації і оптимізації програм, що реалізує віртуальну машину з RISC-подібними інструкціями. Може використовуватися як оптимізувальний компілятор цього байт-коду в машинний код для різних архітектур або для його інтерпретації та JIT-компіляції (для деяких платформ).
LLVM дозволяє компілювати програми, написані мовами С, C++, ObjC, Fortran, Ada, Haskell, Java, Python, Ruby, Rust, JavaScript, GLSL, або будь-якою іншою, для якої реалізовано front-end. В рамках проєкту розроблено фронтенд Clang для мов C і C++ і версія GCC, що використовують LLVM як бекенд. У Glasgow Haskell Compiler також реалізована компіляція за допомогою LLVM, існує ще безліч програм, що використовують цю інфраструктуру.

## Історія
LLVM — не просто черговий академічний проєкт. Його історія почалась у 2000 році в Університеті Іллінойса, а тепер LLVM використовують такі гіганти індустрії як Apple, Adobe та Google. Зокрема, на LLVM заснована підсистема OpenGL у MacOS X 10.5, a iPhone SDK використовує GCC з бекендом на LLVM. Apple та Google є одними із основних спонсорів проєкту, а натхненник LLVM — Кріс Латтнер — тепер працює в Apple.

## Особливості
У основі LLVM лежить проміжне подання коду (intermediate representation, IR), над яким можна виконувати трансформації у всі компіляції, компонування і виконання. Із нього генерується оптимізований машинний код для низки платформ, як статично, так і динамічно (JIT-компіляція). LLVM підтримує генерацію коду для x86, x86-64, ARM, PowerPC, SPARC, MIPS, IA-64, Alpha.
LLVM написана на C++ і портована на більшість unix-систем і Windows. Система має модульну структуру і може розширюватись додатковими алгоритмами трансформації (compiler passes) і кодогенераторами для нових апаратних платформ. Фронтенд користувача, як правило, лінкується із LLVM і використовує C++ API для генерації коду і його перетворень. Однак LLVM містить у собі й standalone утиліти.
У LLVM включена обгортка API для OCaml.

## Платформи
LLVM підтримує роботу на наступних платформах:
| Операційна система | Архітектура | Компілятор               |
| ------------------ | ----------- | ------------------------ |
| FreeBSD            | x86         | GCC, Clang               |
| FreeBSD            | AMD64       | GCC, Clang               |
| Linux              | AMD64       | GCC, Clang               |
| Linux              | x86         | GCC, Clang               |
| Mac OS X           | PowerPC     | GCC                      |
| Mac OS X           | x86         | GCC, Clang               |
| Solaris            | UltraSPARC  | GCC                      |
| Cygwin/Win32       | x86         | GCC 3.4.X, Binutils 2.15 |
| MinGW/Win32        | x86         | GCC 3.4.X, Binutils 2.15 |

LLVM має часткову підтримку таких платформ:
| Операційна система | Архітектура     | Компілятор         |
| ------------------ | --------------- | ------------------ |
| Windows            | x86             | Visual Studio .NET |
| AIX                | PowerPC         | GCC                |
| Linux              | PowerPC         | GCC                |
| Linux              | Alpha           | GCC                |
| Linux              | Itanium (IA-64) | GCC                |
| HP-UX              | Itanium (IA-64) | HP aCC             |

## Типи даних

### Прості типи
| Цілі числа довільної розрядності | iрозрядність                                                                   | - i1 — булеве значення — 0 або 1 - i32 — 32-розрядне ціле - i17 - i256 |
| - Генерація машинного коду для типів дуже великої розрядності не підтримується. Наприклад, для x86 вам доведеться обмежитись i64, а для x86-64 та інших 64-розрядних платформ — 128-бітними цілими. Але для проміжного представлення ніяких обмежень нема. - Числа вважаються представленими у додатковому коді. На рівні типів різниці між знаковими і беззнаковими цілими не існує: у тих випадках, коли це має значення, з ними працюють різні інструкції. |                                                                                |                                                                        |
| Числа з рухомою комою | float, double, типи, специфічні для конкретної платформи (наприклад, x86_fp80) |                                                                        |
| Пусте значення | void                                                                           |                                                                        |

### Похідні типи
| Вказівники | тип*                      | i32* — вказівник на 32-бітне ціле                             |
| Масиви | [число елементів x тип]   | - [10 x i32] - [8 x double]                                   |
| Структури |                           | { i32, i32, double }                                          |
| Вектор — спеціальний тип для спрощення SIMD-операцій. Вектор складається із 2^n значень примітивного типу — цілого або з плаваючою крапкою. |                           |                                                               |
| | < число елементів x тип > | < 4 x float > — вектор XMM                                    |
| Функції |                           | - i32 (i32, i32) - float ({ float, float }, { float, float }) |

Система типів рекурсивна, тобто можна використовувати багатовимірні масиви, масиви структур, вказівники на структури і функції і т. д.

## Операції
Більшість інструкцій у LLVM приймають два аргументи (операнда) і вертають одне значення (триадресний код). Значення визначаються текстовим ідентифікатором. Локальні значення позначаються префіксом %, а глобальні — @. Локальні значення також називають регістрами, а LLVM — віртуальною машиною з нескінченним числом регістрів. Приклад:
```
%sum = add i32 %n, 5
%diff = sub double %a, %b
%z = add <4 x float> %v1, %v2 — поелементне додавання
%cond = icmp eq %x, %y — Порівняння цілих чисел. Результат має тип i1
%success = call i32 @puts(i8* %str)
```

Тип операндів завжди вказується явно, і однозначно визначає тип результату. Операнди арифметичних інструкцій повинні мати однаковий тип, але самі інструкції «перевантажені» для будь-яких числових типів і векторів.
LLVM підтримує повний набір арифметичних операцій, побітових логічних операцій і операцій зсуву, а також спеціальні інструкції для роботи з векторами.
LLVM IR строго типізований, тому існують операції приведення типів, які явно кодуються спеціальними інструкціями. Набір із 9 інструкцій покриває всі можливі приведення між різними числовими типами: цілими і з рухомою комою, із знаком і без, різної розрядності і т.п. Крім цього є інструкції перетворення між цілими і вказівниками, а також інструкція bitcast, яка приведе все до всього, але за результат ви відповідаєте самі.

## Пам’ять
Крім значень-регістрів, у LLVM є і робота із пам’яттю. Значення в пам’яті адресуються типізованими вказівниками. Звернутися до пам’яті можна за допомогою двох інструкцій: load і store. Наприклад:
```
%x = load i32* %x.ptr — отримати значення типу i32 по вказівнику %x.ptr
%tmp = add i32 %x, 5 — додати 5
store i32 %tmp, i32* %x.ptr — і повернути назад
```

Інструкція malloc транслюється у виклик однойменної системної функції і виділяє пам’ять у купи, повертаючи значення — вказівник визначеного типу. У парі з нею йде інструкція free.
```
%struct.ptr = malloc { double, double } 
%string = malloc i8, i32 %length 
%array = malloc [16 x i32] 
free i8* %string
```

Інструкція alloca виділяє пам’ять на стеку.
```
%x.ptr = alloca double — %x.ptr має тип double* 
%array = alloca float, i32 8 — %array має тип float*, а не [8 x float]!
```

Пам’ять, виділена alloca, автоматично звільняється при виході із функції за допомогою інструкцій ret або unwind.

## Супутні проєкти
З проєктів, заснованих на LLVM, що розвиваються паралельно, можна відзначити: 
- KLEE [Архівовано 25 грудня 2012 у Wayback Machine.] - символьний аналізатор і генератор тестових наборів;
- Runtime-бібліотека compiler-rt [Архівовано 6 липня 2009 у Wayback Machine.];
- llvm-mc [Архівовано 15 січня 2013 у Wayback Machine.] - автогенератор асемблера, дизасемблера та інших, пов'язаних з машинним кодом компонентів, на основі описів параметрів LLVM-сумісних платформ.
- VMKit [Архівовано 9 листопада 2020 у Wayback Machine.] - віртуальна машина для Java і .NET;
- Реалізація функційної мови програмування Pure[недоступне посилання з червня 2019];
- LDC [Архівовано 18 травня 2012 у WebCite] - компілятор для мови D;
- Roadsend PHP - оптимізатор, статичний і JIT компілятор для мови PHP;
- Віртуальні машини для Ruby: Rubinius [Архівовано 13 грудня 2015 у Wayback Machine.] і MacRuby [Архівовано 24 грудня 2012 у Wayback Machine.];
- Unladen Swallow [Архівовано 10 лютого 2011 у Wayback Machine.] - реалізація мови Python;
- LLVM-Lua [Архівовано 22 січня 2009 у Wayback Machine.]
- FlashCCompiler [Архівовано 5 вересня 2012 у Wayback Machine.] - засіб для компіляції коду на мові Сі у вид, придатний для виконання у віртуальній машині Adobe Flash;
- LLDB  [Архівовано 6 серпня 2012 у Wayback Machine.] - модульна інфраструктура зневадження, використовує такі підсистеми LLVM як API для дизасемблювання, Clang AST (Abstract Syntax Tree), парсер виразів, генератор коду і JIT-компілятор. LLDB підтримує зневадження багатонитевих програм на мовах C, Objective-C і C++; відрізняється можливістю підключення плагінів і скриптів на мові Python; демонструє екстремально високу швидкодія при зневадженні програм великого розміру;
- Emscripten  [Архівовано 20 березня 2017 у Wayback Machine.] - транскомпілятор біткоду LLVM в JavaScript, що дозволяє перетворити для запуску в браузері застосунки, спочатку написані на мові Сі. Наприклад, вдалося запустити Python, Lua, Quake, Freetype;
- sparse-llvm[недоступне посилання з червня 2019] —— бекенд, націлений на створення Сі-компілятора, здатного збирати ядро Linux.
- Portable OpenCL — відкрита і незалежна реалізація стандарту OpenCL;
- CUDA Compiler — дозволяє згенерувати GPU-інструкції з коду, написаного на мовах Сі, Сі++ та Fortran;
- Julia — відкрита динамічна мова програмування, що використовує напрацювання проєкту LLVM.

## Відзнаки
У 2010 Асоціація обчислювальної техніки (ACM), найавторитетніша міжнародна організація, в області комп'ютерних систем присудила проєкту LLVM премію за внесок у розвиток мов програмування (SIGPLAN Programming Languages Software Award). Премія присуджується за значний вплив на пов'язані з мовами програмування дослідження, реалізації технологій і інструменти.